# Sirajganj
Sirajganj (Bengalisch সিরাজগঞ্জ) ist eine Stadt in Bangladesch, die Teil der Division Rajshahi ist. Die Stadt bildet die Hauptstadt des gleichnamigen Distrikt Sirajganj und liegt am Jamuna und westlich des Brahmaputra, etwa 110 km nordwestlich von Dhaka. Die Stadt ist Teil des Upazila Sirajganj Sadar mit 555.155 Einwohnern. Die Einwohnerzahl Sirajganjs lag 2011 bei über 158.000.
Von wirtschaftlicher Bedeutung ist die Verarbeitung und der Handel von Jute.

## Geschichte
Während der britischen Herrschaft war Sirajganj eine Stadt im Distrikt Pabna in der Provinz Ostbengalen und Assam. Die Lage am rechten Ufer des Jamuna-Flusses oder am Hauptstrom des Brahmaputra war eine sechsstündige Dampferfahrt vom Bahnhof in Goalundo entfernt. Es war der Hauptmarktplätze für Jute in Nordbengalen mit mehreren Jutepressen. Viel Juteverbeitungsstätten wurden nach dem Erdbeben von Assam im Jahr 1897 geschlossen. Die Einwohnerzahl  betrug 23.114 nach der Volkszählung von 1901 in Britisch-Indien.

## Einwohnerentwicklung
| Jahr | Einwohnerzahl |
| ---- | ------------- |
| 1901 | 23.114        |
| 1991 | 99.669        |
| 2001 | 128.144       |
| 2011 | 158.913       |

## Infrastruktur
Die Bangabandhu-Brücke, welche den Jamuna überbrückt, befindet sich hier. Über diese Brücke ist sie mit Dhaka, der Hauptstadt, und dem östlichen Teil des Landes über Straße und Eisenbahn verbunden. Sirajganj ist auch ein Flusshafen. Außerdem verfügt die Stadt über eine gut ausgebaute Verbindung mit Nord- und Südbangladesch.